# Ленкавица (Вадовицкий повет)
Ленкави́ца (пол.  Łękawica) — село в Польше на территории гмины Стрышув Вадовицкого повета Малопольского воеводства.

## География
Село находится в 4 км от административного центра гмины села Стрышув, 8 км от города Вадовице, 37 км от Кракова.

## История
Село впервые упоминается под названием «Lankawycza» в сочинении польского хрониста Яна Длугоша «Liber beneficiorum dioecesis Cracoviensis» (1470—1480). В XVI—XVII веках село принадлежало шляхетскому роду Пшерембских. В XIX веке принадлежало роду Венжиков и в конце века — Генриху Гартнеру.
С 1975 по 1998 год село входило в Бельское воеводство.

## Достопримечательности
- Церковь святого Иосифа Труженика, построенная в 1906 году.